# Bibulocystis
Bibulocystis is een geslacht van roesten uit de familie Raveneliaceae. De typesoort is Bibulocystis pulcherrima.

## Soorten
Volgens Index Fungorum telt het geslacht drie soorten (peildatum juli 2023):
| Soortnaam                | Auteur(s)                            | Publicatiejaar |
| ------------------------ | ------------------------------------ | -------------- |
| Bibulocystis gloriosa    | J. Walker & R.G. Shivas              | 2008           |
| Bibulocystis pulcherrima | J. Walker, Beilharz, Pascoe & Priest | 2006           |
| Bibulocystis viennotii   | (B. Huguenin) J. Walker              | 2006           |